# 源明国
源 明国（みなもと の あきくに）は、平安時代後期の武将。三河守・源頼綱の長男。初名は行光。官位は従四位下、下野守。「多田」を号したことから多田明国（ただ の あきくに）とも記される。

## 略歴
累代の本拠地である摂津国多田荘を継承し、父祖に続いて摂関家に近侍した。白河院蔵人、堀河天皇の六位蔵人を務めた後、検非違使、左衛門尉を経て永長元年（1096年）11月に従五位下に叙爵。翌12月には藤原師通家の侍所別当（職事）に任じられる（『後二条師通記』）。その後、長治2年（1105年）に京の市中で郎党を殺害したことにより弓庭に拘禁された（『殿暦』）。
天永2年（1111年）正月の除目で下野守に任ぜられ同国に下向。しかし、同年主君である藤原忠実の命令で美濃国の荘園に赴いた際に道中で無礼者を咎めたことに端を発する私闘を展開し、信濃守・橘広房、源為義の郎党など計3人を殺害した後に帰京した。これが種々の大祭を控えた京中に死穢を拡散したとして問題となり、詮議が重ねられた結果、佐渡国へ配流とされた（『殿暦』『中右記』）。
佐渡に流された後の明国は武威を振るって国司の任務を妨げ、大治3年（1128年）佐渡守藤原親賢は、明国を他国に移すよう朝廷に請うている。翌大治4年（1129年）に召還されたが、その後の動向は不明。

## 系譜
- 父：源頼綱
- 母：不明
- 妻：掃部助高行女
  - 男子：源行国 - 多田荘を継承。
- 生母不明の子女
  - 男子：源経光
- 養子
  - 男子：源有頼 - 園城寺の僧・行延の子。天台座主慈賢の父。
  - 男子：源盛隆 - 有頼の弟。